# Axel August Thott
Axel August Thott, född den 20 april 1813 i Malmö, död där den 24 september 1895, var en svensk friherre och militär. Han var son till Otto Thott och bror till Tage Thott.
Thott blev furir vid Södra skånska infanteriregementet 1829 och fanjunkare där 1830. Han avlade officersexamen 1831 och blev fänrik vid nämnda regemente samma år. Thott befordrades till löjtnant där 1840, till kapten 1846, till andre major 1855 och till överstelöjtnant och förste major 1860. Han var överste och chef för samma regemente 1862–1870. Thott blev riddare av Svärdsorden 1854 och kommendör (av första klassen) av samma orden 1870.